# Étoile (1932)
Pour les articles homonymes, voir Étoile (homonymie).
L’Étoile  est une goélette à hunier, appelée aussi goélette paimpolaise. Elle a été construite en 1932 aux Chantiers navals de Normandie par les architectes navals Charles Chantelot et Henri Lemaistre à Fécamp et elle est la réplique des goélettes de Paimpol qui pêchaient la morue au large de l'Islande, d'où également, l'appellation de goélette islandaise. Elle est la jumelle de la Belle Poule.
Basée à Brest et elle est affectée à l'École navale de Lanvéoc-Poulmic comme voilier-école. Depuis son lancement elle contribue à la formation des élèves officiers durant des exercices en Atlantique, Manche, mer Méditerranée.
L’Étoile est le 15e bâtiment de ce nom. Comme la Belle Poule, ces goélettes paimpolaises sont les derniers bâtiments de la Marine nationale à avoir servi dans les Forces navales françaises libres. Elles arborent à ce titre le pavillon de beaupré à Croix de Lorraine.
Elle a pour ville marraine Fécamp, depuis le 11 juin 1978.

## Caractéristiques
- Indicatif visuel : A 649
- Tirant d'air : 34,60 mètres
- Vitesse : 9 nœuds sur diesel
- Distance franchissable : 1 500 nautiques à 8 nœuds
- Autonomie : 10 jours
- Nombre de voiles : 13 (clin foc, grand foc, petit foc, trinquette, misaine, hunier, voile d'étai, grand-voile, flèche, auxquelles s'ajoutent fortune, voile de cape, bonnettes et trinquette ballon)

## Vieux gréement
Présence du voilier à  Rouen :
- en 1989 : Voiles de la liberté
- en 1994 : Armada de la liberté,
- en 1999 : Armada du siècle,
- à l'Armada 2003,
- à l'Armada 2008
- à l'Armada 2013

Départ de Rouen :

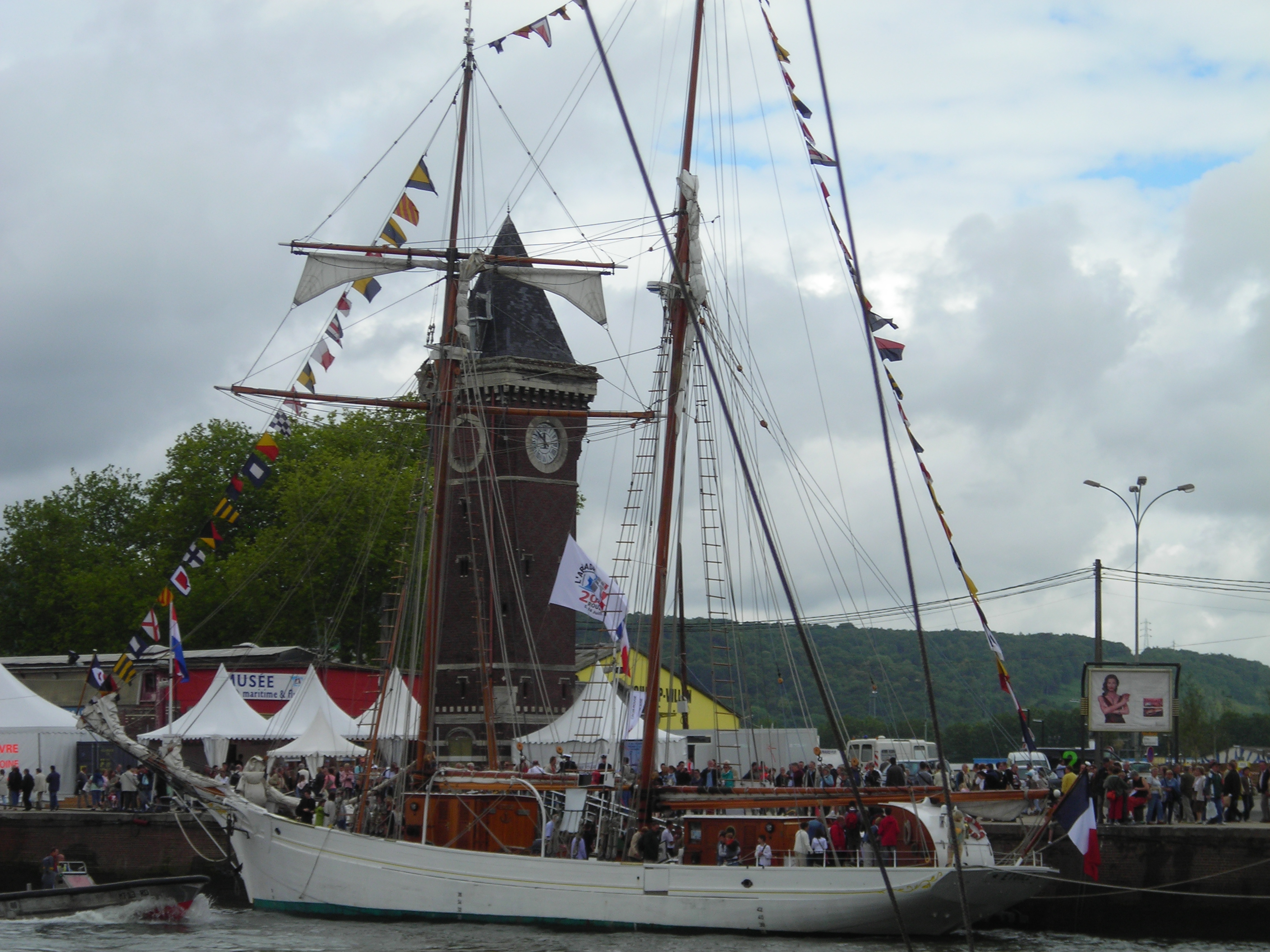
L’Étoile à l'Armada 2008 de Rouen

- de la Tall Ships' Race (Rouen - Liverpool 2008)[1].